# Монв'єтт
Монв'є́тт (фр. Montviette) — колишній муніципалітет у Франції, у регіоні Нормандія, департамент Кальвадос. Населення — 176 осіб (2011).
Муніципалітет був розташований на відстані близько 170 км на захід від Парижа, 40 км на південний схід від Кана.

## Історія
До 2015 року муніципалітет перебував у складі регіону Нижня Нормандія. Від 1 січня 2016 року належав до нового об'єднаного регіону Нормандія.
1 січня 2017 року Монв'єтт, Буасе, Бреттвіль-сюр-Дів, Євіль, Міттуа, Л'Удон, Увіль-ла-Б'ян-Турне, Сент-Маргерит-де-В'єтт, Сен-Жорж-ан-Ож, Сен-П'єрр-сюр-Дів, Тьєвіль, Водлож i В'є-Пон-ан-Ож було об'єднано в новий муніципалітет Сен-П'єрр-ан-Ож.

## Демографія
Динаміка населення (Insee ):
Розподіл населення за віком та статтю (2006):
| Стать | Всього | До 15 років | 15-24 | 25-44 | 45-64 | 65-85 | Понад 85 |
| --- | ------ | ----------- | ----- | ----- | ----- | ----- | -------- |
| Чоловіки | 80     | 8           | 8     | 16    | 36    | 12    | 0        |
| Жінки | 84     | 4           | 16    | 12    | 36    | 16    | 0        |
| \| Статево-вікова піраміда \| Статево-вікова піраміда \| Статево-вікова піраміда \| \| ----------------------- \| ----------------------- \| ----------------------- \| \| Чоловіки \| Вік \| Жінки \| \| 0 \| 85 + \| 0 \| \| 0 \| 80-84 \| 0 \| \| 0 \| 75-79 \| 0 \| \| 12 \| 70-74 \| 8 \| \| 0 \| 65-69 \| 8 \| \| 12 \| 60-64 \| 12 \| \| 8 \| 55-59 \| 8 \| \| 4 \| 50-54 \| 8 \| \| 12 \| 45-49 \| 8 \| \| 4 \| 40-44 \| 4 \| \| 8 \| 35-39 \| 4 \| \| 4 \| 30-34 \| 4 \| \| 0 \| 25-29 \| 0 \| \| 4 \| 20-24 \| 8 \| \| 4 \| 15-20 \| 8 \| \| 4 \| 10-14 \| 4 \| \| 4 \| 5-9 \| 0 \| \| 0 \| 0-4 \| 0 \| |        |             |       |       |       |       |          |
| Статево-вікова піраміда |        |             |       |       |       |       |          |
| Чоловіки | Вік    | Жінки       |       |       |       |       |          |
| 0 | 85 +   | 0           |       |       |       |       |          |
| 0 | 80-84  | 0           |       |       |       |       |          |
| 0 | 75-79  | 0           |       |       |       |       |          |
| 12 | 70-74  | 8           |       |       |       |       |          |
| 0 | 65-69  | 8           |       |       |       |       |          |
| 12 | 60-64  | 12          |       |       |       |       |          |
| 8 | 55-59  | 8           |       |       |       |       |          |
| 4 | 50-54  | 8           |       |       |       |       |          |
| 12 | 45-49  | 8           |       |       |       |       |          |
| 4 | 40-44  | 4           |       |       |       |       |          |
| 8 | 35-39  | 4           |       |       |       |       |          |
| 4 | 30-34  | 4           |       |       |       |       |          |
| 0 | 25-29  | 0           |       |       |       |       |          |
| 4 | 20-24  | 8           |       |       |       |       |          |
| 4 | 15-20  | 8           |       |       |       |       |          |
| 4 | 10-14  | 4           |       |       |       |       |          |
| 4 | 5-9    | 0           |       |       |       |       |          |
| 0 | 0-4    | 0           |       |       |       |       |          |

## Економіка
2010 року серед 113 осіб працездатного віку (15—64 років) 85 були активними, 28 — неактивними (показник активності 75,2%, у 1999 році було 61,7%). З 85 активних мешканців працювала 81 особа (39 чоловіків та 42 жінки), безробітними було 4 (0 чоловіків та 4 жінки). Серед 28 неактивних 5 осіб було учнями чи студентами, 15 — пенсіонерами, 8 були неактивними з інших причин.

У 2010 році в муніципалітеті числилось 91 оподатковане домогосподарство, у яких проживали 197,0 особи, медіана доходів виносила 16 199 євро на одного особоспоживача